# Club Deportivo Cobeña
El Club Deportivo Cobeña fue un club de fútbol de la localidad de Cobeña, en la Comunidad de Madrid (España), desaparecido en 2007.

## Historia
En 1955 existió un Club Deportivo Cobeña que militó en categorías regionales y trofeos de aficionados. Sus colores eran camiseta roja y pantalón azul. Muy modestamente discurrió su andadura, hasta su desaparición en la década de los sesenta. Después de la fundación de la Escuela Municipal de Fútbol de Cobeña en el año 1997 por parte del Ayuntamiento de Cobeña y el entrenador de fútbol madrileño, Diego Rodríguez, el empresario Francisco Barroso fundó en 1998 el nuevo Club Deportivo Cobeña. El club protagoniza un ascenso meteórico, pasando en siete años de Tercera Regional a Segunda División B, en la que debuta en la temporada 2006-07. El ascenso a la categoría de bronce del fútbol español tuvo como protagonistas a experimentados jugadores veteranos como el exjugador del Real Madrid Luis Miguel Ramis, Alcaide ,Miguel procedente del Hercules C.F o el internacional nigeriano Mutiu Adepoju. El equipo estaba dirigido por Alfredo Santaelena. Fue un caso insólito en el fútbol madrileño y también en el español, tan sólo equiparable al del Universidad de Las Palmas de Gran Canaria Club de Fútbol, que protagonizó cinco ascensos (de Segunda Regional a Segunda División) en seis temporadas.
Pese a comenzar la temporada en Segunda B con unos resultados aceptables, el equipo mantuvo un nivel muy irregular a lo largo de toda la campaña, para acabar finalmente descendiendo a Tercera División. 
Tras un verano de 2007 convulso debido a problemas económicos, principalmente con los continuos impagos a sus futbolistas y la deuda de 69.972€ que tenía con la AFE, es descendido administrativamente a Preferente, desapareciendo finalmente en el mes de octubre. Concluían así nueve años de historia gloriosa de un club que se fue tan rápida y silenciosamente como emergió.

## Actualidad
Ahora en Cobeña está el E.M.F C.D.Cobeña que es una escuela de fútbol, el cual el equipo senior milita en Primera Categoría de Aficionados de la Comunidad de Madrid después de ascender el 21 de mayo de 2017 desde la Segunda Categoría de Aficionados de la Comunidad de Madrid. En 2021 se estableció en el pueblo el Club Deportivo Elemental Ursaria, que ascendió ese año a Tercera Federación y anteriormente jugaba en Madrid, el nuevo equipo convirtió al E.M.F.C.D. Cobeña en su filial y pasó a jugar sus partidos como local en el Polideportivo La Dehesa, como lo hacía el C.D. Cobeña. En 2023 el Ursaria logró ascender a Segunda Federación.

## Uniforme
- Uniforme titular: Camiseta roja, pantalón negro, medias rojas.

## Datos del club
- Temporadas en 1ª: 0
- Temporadas en 2ª: 0
- Temporadas en 2ªB: 1
- Temporadas en 3ª: 2